# Kirchenkreis Altenkirchen
Der Evangelische Kirchenkreis Altenkirchen ist einer der 37 Kirchenkreise der Evangelischen Kirche im Rheinland. Sitz der Superintendentur des Kirchenkreises ist die Kreisstadt Altenkirchen (Westerwald).

## Geschichte
Der Kirchenkreis wurde 1817 gegründet, nachdem das Gebiet der ehemaligen Grafschaft Sayn-Altenkirchen 1815 durch den Wiener Kongress an Preußen gefallen und 1816 zum Landkreis Altenkirchen (Westerwald) geworden war. Im 19. Jahrhundert war auch Synode Altenkirchen eine übliche Bezeichnung.
Der Kirchenkreis Altenkirchen wurde zum 1. Dezember 2009 in Evangelischer Kirchenkreis Altenkirchen umbenannt.

## Gliederung
Das Gebiet des Kirchenkreises ist weitgehend identisch mit den Grenzen des heutigen rheinland-pfälzischen Landkreises Altenkirchen. Ausnahmen bilden die politischen Gemeinden Horhausen und Willroth, die zur Evangelischen Kirchengemeinde Honnefeld im Kirchenkreis Wied gehören; die politische Gemeinde Kircheib, die zur Evangelischen Kirchengemeinde Asbach-Kircheib im Kirchenkreis An Sieg und Rhein gehört, die politische Gemeinde Berod, die zur Evangelischen Trinitatis-Gemeinde Westerwald im Dekanat Westerwald der Evangelischen Kirche in Hessen und Nassau gehört, und die politischen Gemeinden Mudersbach und Brachbach, die zur Emmaus-Kirchengemeinde Siegen im Kirchenkreis Siegen-Wittgenstein der Evangelischen Kirche von Westfalen gehören. Der Gemeindeteil Struthütten der Evangelischen Kirchengemeinde Herdorf-Struthütten liegt in Nordrhein-Westfalen.
Nach mehreren Gemeindefusionen gehören (Stand Juli 2023) folgende Kirchengemeinden zum Kirchenkreis.
- Almersbach
  - Evangelische Pfarrkirche (Almersbach), Evangelische Kirche Oberwambach
- Altenkirchen
  - Christuskirche
- Betzdorf
  - Kreuzkirche
- Birnbach
  - Evangelische Kirche Birnbach, Gemeindezentrum in Weyerbusch
- Daaden
  - Evangelische Kirche (Daaden)
- Flammersfeld
  - St. Michael (Flammersfeld)
- Friedewald
  - Evangelische Kirche Friedewald
- Gebhardshain
  - Evangelische Kirche Gebhardshain, Gemeindehaus in Elkenroth
- Hamm
  - Evangelische Kirche Hamm (Sieg)
- Herdorf-Struthütten
  - Evangelische Kirche Herdorf
- Hilgenroth
  - Evangelische Kirche Hilgenroth
- Kirchen-Freusburg
  - Lutherkirche (Kirchen), Christuskirche (Wehbach), Evangelische Kirche Freusburg, Evangelische Kirche Niederfischbach
- Mehren-Schöneberg
  - Evangelische Kirche Mehren, Evangelische Kirche Schöneberg
- Wissen
  - Evangelische Kirche Wissen

Im Kirchenkreis gibt es 19 Gemeinde- und elf Funktionspfarrstellen. Der Evangelische Kirchenkreis Altenkirchen ist Träger des Diakonischen Werkes des Evangelischen Kirchenkreises Altenkirchen. Das Diakonische Werk nimmt für den Bereich des Kirchenkreises die Aufgaben eines Verbandes der Freien Wohlfahrtspflege wahr.

## Mitgliederstatistik
Laut der Volkszählung 1987 waren 42,0 Prozent – 45.500 – der 108.500 Einwohner des Kreises Altenkirchen evangelisch. Die Zahl der evangelische Kirchenmitglieder ist seitdem gesunken: Anfang 2019 lebten 115.500 Menschen im Kreisgebiet, davon waren 32,3 Prozent (37.300) evangelisch. Anfang 2022 waren es 115.400 Einwohner, davon waren 30,5 Prozent (35.200) evangelisch.

## Leitung
Oberstes Organ des Kirchenkreises ist die Kreissynode, die in der Regel zweimal jährlich tagt. Zwischen den Tagungen der Kreissynode wird der Kirchenkreis vom Kreissynodalvorstand (KSV) geleitet. Dem Kreissynodalvorstand wie auch der Kreissynode sitzt die Superintendentin vor, die jeweils für acht Jahre von der Kreissynode gewählt wird. Superintendentin ist seit 2009 Pfarrerin Andrea Aufderheide.

### Superintendenten
- 1816–1843: Johann Jakob Albrecht
- 1845–1861: Friedrich Ernst Konrad Rehorn
- 1861–1890: Johannes Brauneck
- 1890–1909: Eduard Müller
- 1909–1919: Johann Jakob Trommershausen
- 1919–1931: Otto Leibnick
- 1931–1933: Otto Roloff
- 1933–1942: Ludwig Heckenroth (kommissarisch)
- 1942–1945: Heinrich Brinken
- 1945–1949: Hans Groß
- 1949–1950: Johannes Enke
- 1951–1967: Wilhelm van der Zwaag
- 1967–1984: Hans Nattland
- 1984–2001: Rudolf Steege
- 2001–2009: Eckhard Dierig
- 2009–0000: Andrea Aufderheide